# Gollumjapyx smeagol
Gollumjapyx smeagol ist eine Art der Doppelschwänze (Diplura), die 2006 von einer spanischen Forschergruppe aus mehreren Höhlen in der Provinz Castellón im Osten Spaniens beschrieben wurde. Sie benannten die streng an das Leben in den unterirdischen Höhlen gebundene und damit troglobionte Art und auch die mit dieser neu etablierten Gattung nach dem fiktiven Charakter Gollum, auch Smeagol, aus dem Romanzyklus Der Herr der Ringe, der in den Höhlensystemen des Nebelgebirges in der Romanwelt Mittelerde lebt.

## Merkmale
In der Erstbeschreibung von Gollumjapyx smeagol gaben die Autoren sowohl Merkmale für die Gattung Gollumjapyx sowie für die konkrete Art an.
Gattungstypisch ist demnach der langgezogene und dorso-ventral abgeflachte Körper mit der unpigmentierten und damit weißen Cuticula. Vor allem die Beine und die Brustsegmente sowie das letzte Segment des Abdomens sind stark verlängert. Der Kopf trägt ein Paar langer Antennen mit jeweils 53 bis 55 Antennomeren und 13 typisch aufgebauten Trichobothria und zahlreichen Sensillen an dem apikalen Antennomeren. Die Mundwerkzeuge liegen wie bei allen Doppelschwänzen in einer taschenartigen (entognathen) Struktur und sind familientypisch aufgebaut. Das Abdomen besteht aus 10 Segmenten, wobei die ersten 7 Einzelsegmente einfache seitliche Subcoxalorgane als Reste ursprünglich an allen Segmenten vorhandener Extremitäten tragen. Die Cerci des letzten Segments sind wie bei allen Japygidae zu kräftigen, eingliedrigen Zangen umgebildet.
Die gefundenen Exemplare von Gollumjapyx smeagol selbst erreichten eine Körperlänge von 12 bis etwa 23 Millimeter, wobei bis zu fast 3 Millimeter auf die Cerci entfallen. Die Antennen waren 6,8 bis 9 Millimeter lang und die Beine des dritten Laufbeinpaares hatten eine Länge von etwa 4,8 bis fast 10 Millimeter. Das letzte Abdominalsegment ist im Vergleich zu allen anderen Abdominalsegmenten deutlich vergrößert und etwa 1,6mal länger als breit, es trägt die kräftigen zu einer Zange umgebildeten Cerci.

## Verbreitung

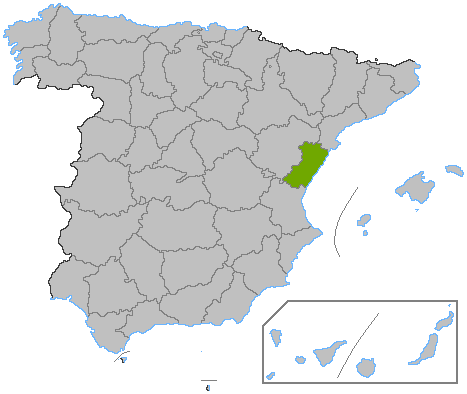
Die wurde bisher nur in Höhlen in der Provinz Castellón im Osten Spaniens nachgewiesen.

Zum Zeitpunkt der Erstbeschreibung war Gollumjapyx smeagol aus sechs Höhlen bekannt, die entlang des Kalksteinreliefs der „Coastal Ranges“ liegen, die sich entlang des östlichen Küstengebiets Spaniens von Oropesa del Mar in der Provinz Castellón bis Montsià in Tarragona ziehen. Aufgrund einiger spezieller paläogeographischer und stratigraphischer Merkmale entwickelte sich hier ein Rückzugsbereich für zahlreiche Arten, die als Reliktarten oder Paläoendemiten betrachtet werden. Der nördlichste Fundort der Art befand sich im Substrat in einer kleinen Stalagmiten-Höhle der “Avenc Canals” im Montsià-Höhenzug und die beiden südlichsten lagen in zwei Höhlen, der Avenc d’En Serenge und der “Avenc Mas de la Cova”, in der Nähe von Cabanes.

## Lebensweise
Gollumjapyx smeagol lebt in unterirdischen Höhlensystemen und ist streng an diese Lebensräume gebunden (troglobiont). Die Art ist mit mehreren sehr offensichtlichen troglobiomorphen Merkmalen ausgestattet, darunter die unpigmentierte Cuticula, der außergewöhnlich verlängerte Thorax und die verlängerten Körperanhänge, sowie die Vervielfachung der Antennensegmente und die Ausstattung derselben mit zahlreichen Sensillen als Sinnesorgane. Sie ist damit von allen bekannten Arten und meist hypogäisch in der Humusschicht der Böden lebenden Japygidae die Art mit den am stärksten ausgeprägten troglobiomorphen Merkmalen. Die Lebensräume, in denen Gollumjapyx smeagol gefunden wurde, werden als mesovoides tiefes Substrat bezeichnet und befinden sich in Höhlen mit durchschnittlicher Ausdehnung und geringer Tiefe, die in Kalkstein der Unterkreide in Höhen zwischen 300 und 500 Metern ausgespült wurden. Die Bodentemperatur dieser Lebensräume liegt zwischen 14 °C und 17 °C, die Substrate und die Umgebung sind immer feucht. Es ist wahrscheinlich, dass es sich bei Gollumjapyx smeagol um eine Art handelt, die nur in einem sehr engen Temperatur- und Feuchtigkeitsbereich leben kann (stenotherm und stenohygrob), wahrscheinlich jedoch auch in der Lage ist, in mesovoidem flachen Substrat (MSS) zu überleben. Das flache und tiefe mesovoide Substrat bildet sich dabei durch Erosion und Fragmentierung aus einem steinigen Grundsubstrat und ist wie das Sandlückensystem geprägt durch Hohlräume, in denen zahlreiche Organismen leben können.
Wie andere Vertreter der Familie lebt Gollumjapyx smeagol räuberisch und jagt vor allem andere kleine Gliederfüßer wie Milben, Springschwänze oder kleine Käfer. Die sehr empfindlichen Sensillen der Antennen helfen ihm dabei, diese aufzuspüren und zu erbeuten. Bei Darmuntersuchungen einzelner Individuen wurden Fragmente von Milben sowie Teile des zu den Trechinae gehörenden Laufkäfers Microtyphlus aurouxi (Synonym: Speleotyphlus aurouxi) gefunden.

## Systematik
Gollumjapyx smeagol wurde im Jahr 2006 als neue Art der ebenfalls neu eingerichteten Gattung Gollumjapyx von einer Arbeitsgruppe um Alberto Sendra vom Museu Valencià d’Història Natural in Valencia und Vicente. M. Ortuño von der Universidad de Alcalá wissenschaftlich beschrieben. Diese Beschreibung erfolgte auf der Basis von mehreren Individuen aus Höhlensystemen in der Provinz Castellón im Osten Spaniens. Sie ordneten die Gattung in die Familie Japygidae innerhalb der Doppelschwänze (Diplura) ein und grenzten sie aufgrund anatomischer Merkmale von der als umstritten angesehenen Gattung Burmjapyx Silvestri, 1930 sowie weiteren verwandten Gattungen ab.
Die Benennung der Gattung Gollumjapyx und der Art Gollumjapyx smeagol erfolgten nach dem fiktiven Charakter Gollum, auch Smeagol, aus dem Romanzyklus Der Herr der Ringe, der in den Höhlensystemen des Nebelgebirges in der Romanwelt Mittelerde lebt. Der Gattungsname setzt sich entsprechend zusammen aus Gollum und japyx, um die Zugehörigkeit zu den Japygidae zu zeigen. Als Artname wurde smeagol gewählt, der Name von Gollum, bevor er in die Höhlensysteme ging.

## Belege
1. 1 2 3 4 5 6 7 8 9  A. Sendra, V. M. Ortuño, A. Moreno, S. Montagud, S. Teruel: Gollumjapyx smeagol gen. n., sp. n., an enigmatic hypogean japygid (Diplura: Japygidae) from the eastern Iberian Peninsula. Zootaxa 1372, 2006; S. 35–52. doi:10.11646/zootaxa.1372.1.4
2. ↑  Vicente M. Ortuño, José D. Gilgado, Alberto Jiménez-Valverde, Alberto Sendra, Gonzalo Pérez-Suárez, Juan J. Herrero-Borgoñón: The “Alluvial Mesovoid Shallow Substratum”, a New Subterranean Habitat. PlosOne, 4. Oktober 2013. doi:10.1371/journal.pone.0076311.
3. ↑  A. Sendra, V. M. Ortuño: A new hypogean species of Iberian Microtyphlus and review of the taxonomic position of Speleotyphlus and Aphaenotyphlus (Carabidae: Trechinae: Anillini). Zootaxa 2862, 2011; S. 56–68. doi:10.11646/zootaxa.2862.1.3